# 쿠릴 아이누어
쿠릴 아이누어는 거의 문증되지 않은 아이누어의 사멸한 방언으로, 쿠릴 열도 등지에서 쓰였다.
이들이 거주하던 주요한 섬으로 남부의 쿠나시르섬, 이투루프섬, 우루프섬과 북부의 슘슈섬이 있었다. 이외에 파라무시르섬 등 작은 인구를 가진 섬이나 어업, 사냥을 위해 종종 체류하는 섬이 있었다. 캄차카 반도 남단에도 쿠릴 아이누와 이텔멘인의 혼혈 집단이 소수 존재했다고 추정된다.
쿠릴 열도의 아이누족은 비교적 최근에 홋카이도로부터 들어와 확장한 집단으로 보이며, 이 과정에서 니브흐인이나 이텔멘인과 연관성이 추측되는 토착의 오호츠크 문화인을 대체했다. 쿠릴 열도의 관할권이 러시아에서 일본으로 옮겨진 1875년 이후 쿠릴 북부에 거주하던 아이누족 100여 명은 캄차카 반도로 이송되었고 남은 인구는 시코탄섬으로 강제이주되었다. 1945년 소련이 쿠릴 열도를 차지할 때 쿠릴 남부의 아이누족은 홋카이도로 피난한 이후 동화되어 모습을 감추었다.
1962년 홋카이도 대학의 무라사키 교코(村崎恭子) 등 연구진이 7명의 쿠릴 아이누 후손의 존재를 확인하고 그 중 데시카가정에 살고 있는 4명에 대한 조사를 시행하였다. 그 결과 2명은 부모 세대는 아이누어를 말했지만 자신들은 배우지 않았다고 증언했고, 다른 2명은 단어를 기억하고 있으나 거의 말하기를 거부했다. 이듬해 논문에서 무라사키는 쿠릴 아이누어의 사멸을 보고했다.